# Kultura komornicka
Kultura komornicka – kultura wczesnego i środkowego mezolitu na terenach Polski. Nazwa niniejszej jednostki kulturowej związana jest z eponimicznym stanowiskiem Komornica, położonym na Mazowszu. Niekiedy zwana była cyklem narwiańskim.
Nazwę „kultura komornicka” wprowadził Stefan Karol Kozłowski w 1965 roku.

## Chronologia, geneza i zanik
Rozwój owej jednostki kulturowej wyznaczają daty od ok. 10 do ok. 7 tys. lat temu, najdłużej na Śląsku. Po odejściu grup świderskich, na tereny obecnej Polski napłynęły grupy mezolityczne z terenu Niżu Niemieckiego, związane z powstałą mezolityczną już kulturą Duvensee. 
Zanik kultury wiąże się ze zmianami technologicznymi, m.in. większa mikrolityzacja, oraz migracją na jej tereny części kultury Svaerdborg, co spowodowało przekształcenie się w nową jednostkę – kulturę chojnicko-pieńkowską.

## Obszar występowania i kontekst kulturowy

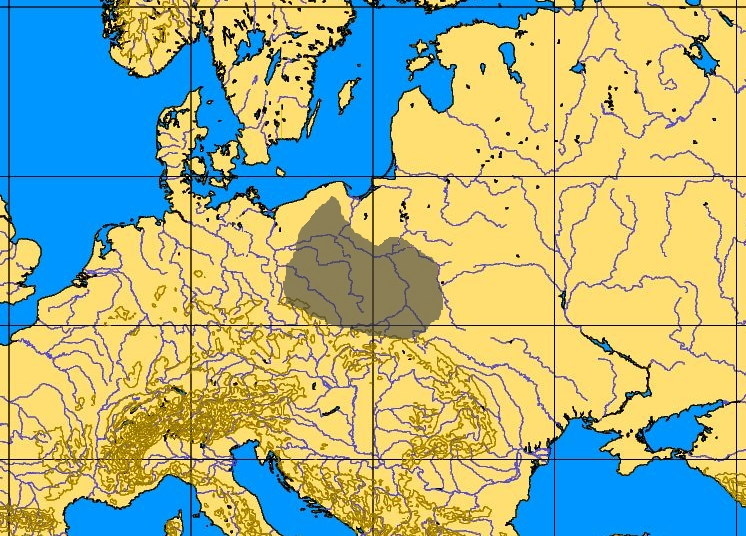
Zasięg kultury komornickiej

Zajmuje większość terytorium Polski, bez północno-wschodniej części.
Kultura komornicka należała do północnego (nordycznego) kręgu kultur mezolitycznych.
Zespół zjawisk kulturowych związanych z tym kręgiem obejmował swym zasięgiem obszary pomiędzy Wielką Brytanią, która w okresie preborealnym holocenu była jeszcze połączona z kontynentem (południowobałtycki szelf został zalany dopiero w okresie atlantyckim) a Białorusią. Obejmował tereny Anglii (kultura Star Carr), Holandii, Niemiec (kultura Duvensee), Danii (kultura maglemoska) oraz tereny dzisiejszej Polski - kultura komornicka.

## Charakterystyczne wytwory kulturowe

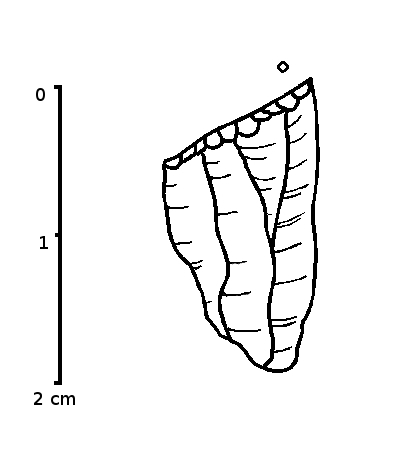
Półtylczak typu Komornica

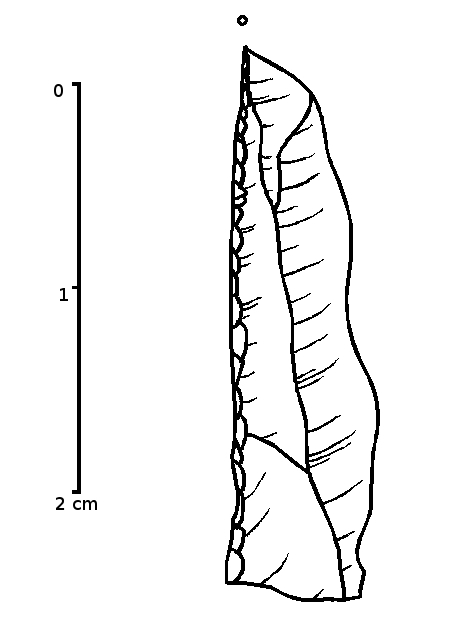
Tylczak typu Stawinoga

Krzemieniarstwo bazuje na rdzeniach wiórowych i wiórowo-odłupkowych, zarówno jednopiętowych, jak i dwupiętrowych (o piętach zbieżnych). Uzyskiwano z nich nieregularne wióry i odłupki.
Narzędzia: krótkie drapacze, rylce, przekłuwacze. 
Mikrolity geometryczne: krępe trójkąty, półtylczaki (typu Komornica), tylczaki (typu Stawinoga i lancetowate).
Inwentarz kościany: niemal nieobecny w materiale archeologicznym, należałoby przypisać jedynie motyki rogowe, niekiedy zdobione ornamentem. Niestety pozostałości wyrobów kościanych nie zachowały się.

## Osadnictwo
Obozowiska lokowano na wydmach i terasach rzek. Stanowiska mogą być kilkuszałasowe (camp base), jak i mniejsze – satelickie. Większe zgrupowania mogą być świadectwem powracania w dane miejsce przez dłuższy czas.

## Gospodarka i społeczeństwo
Gospodarka kultury komornickiej miała charakter zbieracko-łowiecki, na niektórych terenach nieco większe znaczenie uzyskiwało rybołówstwo. Ludność tej kultury wydobywała także ochrę w okolicach Grzybowej Góry (Rydno).

## Wybrane stanowiska
Komornica VI; Całowanie, krzemienice 1,2 i 3; Czeladź Wielka I i II; Grzybowa Góra IV/57 i VIII/59; Majdan Królewski; Smolno Wielkie a i 1; Pobiel 10; Stawinoga I. 